# Derolus globulartus
Derolus globulartus är en skalbaggsart som beskrevs av J. Linsley Gressitt och Yves Rondon 1970. Derolus globulartus ingår i släktet Derolus och familjen långhorningar.
Artens utbredningsområde är Laos. Inga underarter finns listade i Catalogue of Life.